# Liubîne, Snihurivka
Liubîne (în ucraineană Любине) este un sat în comuna Novopetrivka din raionul Snihurivka, regiunea Mîkolaiiv, Ucraina.

## Demografie
Componența lingvistică a localității Liubîne
     Ucraineană (97,52%)
     Rusă (2,48%)
Conform recensământului din 2001, majoritatea populației localității Liubîne era vorbitoare de ucraineană (97,52%), existând în minoritate și vorbitori de rusă (2,48%).